# Brimidius annulicornis
Brimidius annulicornis är en skalbaggsart som beskrevs av Stefan von Breuning 1954. Brimidius annulicornis ingår i släktet Brimidius och familjen långhorningar. Inga underarter finns listade.